# لطیفه دروبی
لطیفه دروبی (زادهٔ ۱۹۸۴)، بانوی اول سوریه است و از سال ۲۰۲۵ به عنوان همسر احمد الشرع، که پس از سقوط رژیم اسد در دسامبر ۲۰۲۴ به عنوان رئیس‌جمهور دورهٔ انتقالی در این کشور منصوب شد، این نقش را بر عهده گرفته است.

## زندگی شخصی
لطیفه دروبی در سال ۱۹۸۴ در القریتین، یک شهر روستایی در استان حمص سوریه به دنیا آمد. او دارای مدرک کارشناسی ارشد زبان و ادبیات عربی است. در رسانه‌های ترکیه ادعا شده است که پدربزرگ او علاءالدین دروبی پاشا است که از ۲۶ ژوئیه تا زمان ترور وی در ۲۱ اوت ۱۹۲۰ به عنوان دومین نخست‌وزیر سوریه خدمت می‌کرد، همچنین پزشک شخصی سلطان عبدالحمید دوم عثمانی بوده است. خانواده او شامل شخصیت‌های مذهبی معروفی مانند شیخ عبدالغفار دروبی است که از قاریان مشهور سوری بود که در سال ۲۰۰۹ در جده درگذشت.
دروبی علیرغم حضور همسرش در رسانه‌ها، زندگی خصوصی خود را به دور از چشم عموم حفظ کرده بود. احمد الشرع در دیدار با هیئتی از زنان سوری مقیم ایالات متحده آمریکا، او را به عنوان همسر خود معرفی کرد و شایعات شبکه‌های اجتماعی در مورد داشتن چند همسر را رد کرد. او تأیید کرد که او تنها همسرش است. این زوج سه فرزند دارند.

## بانوی اول سوریه

دروبی به همراه همسرش احمد الشرع در مارس ۲۰۲۵

گزارش‌ها حاکی از آن است که او برخلاف گمانه‌زنی‌های قبلی، لباس سنتی سوری برای زنان حجابی می‌پوشد و نقاب نمی‌زند. این گزارش‌ها در ۳ فوریه ۲۰۲۵ تأیید شد، زیرا پلتفرم‌های رسانه‌های اجتماعی فیلمی از انجام حج عمره در مکه در کنار همسرش در اولین سفر رسمی او به عربستان سعودی منتشر کردند.
در ۴ فوریه، امینه اردوغان عکسی را با دروبی منتشر کرد که او در کنار همسرش به عنوان بخشی از یک دیدار دولتی وارد ترکیه شده بود. او در ۳۱ مارس در کنار همسرش در کاخ ریاست‌جمهوری دمشق در جشن عید فطر حضور یافت تا به فرزندان شهدا تبریک بگوید.
در ۱۱ آوریل، او در کنار همسرش هنگام شرکت در انجمن دیپلماسی آنتالیا در آنتالیا، ترکیه، در چهارمین دوره آن ظاهر شد. او با امینه اردوغان، بانوی اول ترکیه ملاقات کرد و در مورد زمینه‌های بالقوه کار مشترک در مورد زنان و کودکان در سوریه گفتگو کرد. پس از این نشست، دروبی اعلامیه حسن نیت جهانی پروژه زباله صفر را امضا کرد.